# Be/ثنائي الأشعة السينية
بي/ثنائي الأشعة السينية هي فئة من ثنائيات الأشعة السينية عالية الكتلة التي تتكون من نجم بي ونجم نيوتروني. النجم النيوتروني عادة ما يكون في مدار بيضاوي الشكل حول النجم بي.
وتشكل الرياح النجمية للنجم بي قرصا مقيد بمستوى غالبا ما يكون مختلف عن المستوى المداري للنجم النيوتروني.
عندما يمر النجم النيوتروني من خلال القرص بي، فإنه يراكم كتلة كبيرة من الغاز في وقت قصير. وعندما يسقط الغاز على النجم النيوتروني، يشاهد إتقاد لامع لأشعة سينية حادة.
LS I +61 303 هو مثال لنجم بي/ثنائي الأشعة السينية. ونظام ثنائي باعث راديوي دوري وأيضا مصدر أشعة غاما.